# بيرنت أوقست هيورث
بيرنت أوقست هيورث (بالسويدية: Berndt August Hjorth)‏ هو مهندس معماري وشخصية أعمال سويدي، ولد في 30 مايو 1862 في Dragsfjärd ‏ في فنلندا، وتوفي في 20 فبراير 1937 في Oscar Parish ‏ في السويد.